# Белоцерковский полк
Белоцерковский полк — административно-территориальная и военная единица Правобережной Украины в XVII—XVIII веках. Полковой центр — город Белая Церковь.

## География
Полк занимал значительную территорию Правобережной Украины. На востоке он граничил с Киевским, на юге — с Корсунским, на западе — с Уманским и Винницким полками.
По реестру 1649 года в полку было 23 сотни (полковая из Белой Церкви, а также сотни из Чёрного Камня, Германовки, Каменного Брода, Фастова, Волховца, Боярки, Антонова, Торчици, Пятигорья, Сквиры, Дедовщины, Карабчева, Паволочи, Ходорков, Ивници, Бышева, Водотыи, Вилля, Брусилова, Рожева, Войташевки, Коростышева), в которых насчитывалось 2990 казаков; в полк входили 22 значительных поселения.
Территория полка не была постоянной. В 1651 году его восточная часть отошла к Паволоцкому полку (Паволоч, Сквира, Антонов, Торчица).
По переписи 1654 года в полку насчитывалось 19 городов и городков (Фастов, Боярка, Ставище, Володарка, Шавулиха, Богуслав, Ракитное и др.), в которых проживало казаков и мещан 6668. Основную массу населения полка составляло крестьянство. К тому времени в полку было 18 сотен. Сотенными городами были: Белая Церковь, Боярка, Германовка, Каменный Брод, Ковшувата, Лесевичи, Насташка, Ольховец, Синявка, Ставище, Трилисы, Фастов, Чёрный Каменец, Шавулиха.

## История
Полк был образован в 1625 году как полк реестровых казаков. Полк участвовал в Константиновской и Батогский битвах и других сражениях национально-освободительной войны украинского народа 1648—1654 годов.
После Андрусовского перемирия 1667 года полк попал под власть Речи Посполитой.
Во времена Руины в конце 1670-х годов, в связи с передачей Правобережной Украины Речи Посполитой и опустошениями, которым подверглась территория Белоцерковского полка, он пришёл в упадок.
В 1702 году полк был восстановлен Семёном Палием как Фастовский, в том же году переименован в Белоцерковский с перенесением полкового центра в Белую Церковь. После смерти С. Палия в 1710 году, белоцерковским полковником был назначен Антон Танский.
По условиям Прутского мирного договора 1711 года Правобережная Украина вновь оказалась под властью Речи Посполитой, а полк в 1712 году был окончательно ликвидирован. Большинство казаков переселилась на Левобережную Украину.

## Назначение
Служил для защиты Речи Посполитой от нападений Крымского ханства. На наиболее важном направлении Чёрного пути, который и был целью нападений крымчан. полк находился в пределах Белоцерковского староства в подчинении Киевского воеводства.
Полк делился на 2 части: основная часть (приблизительно 2214 казаков) находились друг от друга на расстоянии не более 50 километров по обе стороны от Чёрного пути, и ещё 748 казаков прикрывали направление в районе рек Гнилая и Горная. Также была и третья часть полка, находившаяся непосредственно в городе Белая церковь и составлявшая приблизительно 1466 казаков. Там же в Белой церкви находилось и командование полка. И последняя, четвёртая часть полка в количестве 766 казаков находилась вблизи города Паволочь.

## Полковники
Полковниками Белоцерковского полка были:
1. Иван Гиря
2. Михаил Громыко
3. Савва Москаленко (наказной)
4. Яков Клиша
5. Семён Половец
6. Данила Гиря (наказной)
7. Матвей Положный (наказной) 1654 год
8. И. Клиша (наказной)
9. Яков Люторенко
10. Иван Гиря с 1648 года
11. Макар Москаленко
12. И. Сулименко (наказной)
13. И. Кравченко
14. Михаил Омельянович (Омельченко) с 1704 года
15. Семен (Гурко) Палий с 1709 года до 1710 года